# Triphosa praesumtiosa
Triphosa praesumtiosa är en fjärilsart som beskrevs av Louis Beethoven Prout 1941. Triphosa praesumtiosa ingår i släktet Triphosa och familjen mätare. Inga underarter finns listade i Catalogue of Life.